# Brian Moore
Brian Moore (ur. 25 sierpnia 1921 w Belfaście, zm. 11 stycznia 1999 w Malibu) – pisarz irlandzki.

## Życiorys
Urodził się w północnoirlandzkiej rodzinie katolickiej jako jedno z dziewięciorga dzieci, lecz już w młodości zerwał z Kościołem. W 1948 roku wyemigrował do Kanady i w 1953 roku został jej obywatelem. W 1966 roku przeprowadził się do Kalifornii.
Pisał thrillery i scenariusze filmowe, między innymi dla Alfreda Hitchcocka (film „Czarna suknia” z 1991 roku), ale również powieści o wymowie antyklerykalnej, których akcję umiejscawiał w Irlandii i w Irlandii Północnej, powieści polityczno-historyczne i społeczno-obyczajowe. Znany z klarownego stylu i znajomości kobiecej psychiki. Trzy jego książki były nominowane do Nagrody Bookera. Był członkiem Aosdána.

## Powieści
- Wreath for a Redhead (1951)
- The Executioners (1951)
- French for Murder (1954) (jako Bernard Mara)
- A Bullet for My Lady (1955) (jako Bernard Mara)
- Judith Hearne (1955), wyd. polskie, Judyta (1971), tłum. Zofia Kierszys
- This Gun for Gloria (1956) (jako Bernard Mara)
- Intent to Kill (1956) (jako Michael Bryan)
- The Feast of Lupercal (1957)), wyd. polskie Pierwszy raz (1972), tłum. Zofia Kierszys
- Murder in Majorca (1957) (jako Michael Bryan)
- The Luck of Ginger Coffey (1960), wyd. polskie Irlandzkie szczęście (1968), tłum. Krystyna Jurasz-Dąmbska
- An Answer from Limbo (1962), wyd. polskie Odpowiedź z otchłani (1969), tłum. Maria Skibniewska
- The Emperor of Ice-Cream (1965), wyd. polskie Z cukru był król... (1972), tłum. Ewa König-Krasińska
- I Am Mary Dunne (1968), wyd. polskie Jestem Mary Dunne (1971), tłum. Maria Skibniewska
- Fergus (1970)
- The Revolution Script (1971), ISBN 0-03-086743-6
- Catholics (1972), ISBN 978-0-224-00767-2, wyd. polskie Katolicy (2009), tłum. Tomasz Walenciak, ISBN 978-83-60335-24-6
- The Great Victorian Collection (1975), ISBN 0-224-01126-X
- The Doctor's Wife (1976),  ISBN 0-7710-6442-X
- The Mangan Inheritance (1979), ISBN 0-374-20194-3, wyd. polskie Dziedzictwo Manganów (1985), tłum. Jadwiga Olędzka, ISBN 83-06-01284-4
- The Temptation of Eileen Hughes (1981), ISBN 978-0-224-01936-1
- Cold Heaven (1983), ISBN 978-0-03-063257-0, wyd. polskie Zimne niebo (1983), tłum. Ilona Paczkowska, ISBN 83-7179-135-6
- Black Robe (1985), ISBN 978-0-525-24311-3, wyd. polskie Czarna suknia (1985), tłum. Andrzej Pawelec, ISBN 83-85695-20-6
- The Colour of Blood (1987), ISBN 978-0-224-02513-3, wyd. polskie W kolorze krwi (1992), tłum. Jan Grabiało, ISBN 83-85318-20-8
- Lies of Silence (1990), ISBN 978-0-385-41514-9
- No Other Life (1993), ISBN 978-0-7475-1474-9
- The Statement (1995), ISBN 978-0-394-28142-1, wyd. polskie Oświadczenie (1997), tłum. Maria Olejniczak-Skarsqard, ISBN 83-85593-86-1
- The Magician's Wife (1997), ISBN 978-0-676-97090-6, wyd. polskie Żona magika (2000), tłum. Tomasz Wyżyński, ISBN 978-83-60335-24-6